# Делта (дем)
Вижте пояснителната страница за други значения на Делта.
Делта (на гръцки: Δήμος Δέλτα, Димос Делта) е дем в област Централна Македония на Република Гърция. Център на дема е град Текелиево (Синдос). Демът обхваща 9 селища в областта Вардария в делтата на река Вардар, чието име носи.

## Селища
Дем Делта е създаден на 1 януари 2011 година след обединение на три стари административни единици – демите Ехедорос, Вардар (Аксиос), Кулакия (Халастра) по закона Каликратис.

### Демова единица Вардар
Според преброяването от 2001 година дем Вардар (Δήμος Αξιού) с център в Юнчии (Кимина) има 6780 жители и в него влизат следните демови секции и селища:
- Демова секция Юнчии

- село Юнчии (или Юнджулар, Κύμινα, Кимина)

- Демова секция Кангалич

- село Кангалич (или Каяли, Βραχιά, Врахия)

- Демова секция Неа Малгара

- село Неа Малгара (Νέα Μάλγαρα)

### Демова единица Ехедорос
Дем Ехедорос (Δήμος Εχεδώρου) обхваща четири селища в областта Вардария по долното течение на река Галик (Галикос). Демът е кръстен на античното гръцко име на Галик - Ехедорос. Център на дема е град Текелиево (Синдос). Според преброяването от 2001 година дем Ехедорос има 23 924 жители и в него влизат следните демови секции и селища:
- Демова секция Текелиево

- град Текелиево (Σίνδος, Синдос)

- Демова секция Арапли

- село Арапли (Νέα Μαγνησία, Неа Магнисия)

- Демова секция Гъскарка

- село Гъскарка (Καλοχώρι, Калохори)

- Демова секция Дудулари

- село Додулари (Додулар, Дудулари, Διαβατά, Диавата)

### Демова единица Кулакия
Център на дем Кулакия (Δήμος Χαλάστρας) е град Кулакия (Халастра). Демът има 9837 жители (2001) и в него освен Кулакия влиза само още едно селище Коняри или Гюндоглар, на гръцки Анатолико или Валмада.
- Демова секция Кулакия

- град Кулакия (Χαλάστρα, Халастра)

- Демова секция Коняри

- село Коняри (Конаре, Ανατολικό, Анатолико, старо Валмада)

На територията на демовата единица е и днес изоставеното село Чалъково (Τσαλίκοβο).